# Il mio canto libero
«Il mio canto libero» (en Español: Mi canto libre) es una canción grabada en 1972 por Lucio Battisti. Incluida en su álbum homónimo, también en el disco sencillo de 1972 que contenía el tema Confusione en la cara B. Se considera un clásico de la música ligera italiana, y frecuentemente se transmite por radio incluso décadas después de su primera publicación.
El texto de la pieza tiene señales autobiográficas: Mogol la escribió después de la separación de su esposa y el encuentro con su nueva compañera, la pintora y poeta Gabriella Marazzi, con quien compró un molino (que luego se transformó en el estudio de grabación Il mulino) y una antigua casa de labranza ("cubierta por rosas silvestres") donde se fue a vivir.
Además de la versión original en italiano, hay versiones de la canción en español (Mi libre canción), en inglés (A song to feel alive) y en alemán (Unser Freies Lied).

## Versión de Laura Pausini y Juanes
Interpretada por la cantautora italiana Laura Pausini y el cantautor colombiano Juanes, es el cuarto sencillo de su noveno álbum de estudio Yo canto. La canción fue lanzada durante el año 2006 por la disquera Warner Music Group.

### Listas y Records
"Mi libre canción" sin lugar a dudas, es uno de los éxitos de Laura Pausini más importante en español. Triunfó en Europa, Estados Unidos y Latinoamérica, siendo número 1 durante semanas en algunas listas. 
En Argentina, Chile, Colombia, Uruguay, Perú, México, Venezuela, Ecuador, y Hungría fue la canción más exitosa del 2006.
En el ranking latinoamericano, la canción fue considerada la más exitosa del año debido a la gran recepción del público; por lo que,
Mi Libre Canción es la única canción en español en la historia que apareció en el Top 100 anual de Italia.
Mi Libre Canción obtuvo el récord de ser la canción con más semanas en el #1 de Los 40 Principales, exactamente 25 (De hecho apareció en el Guiness y fue la canción más exitosa del año en ese ranking).

## Posicionamiento

### Versión de Lucio Battisti
En febrero de 1973 el 45 RPM salta a la cima de la clasificación italiana, donde permanece por 9 semanas consecutivas, llegando a ser el tercer sencillo más vendido de 1973 con 900 000 copias.
| Lista (1973) | Máxima posición |
| ------------ | --------------- |
| Italia       | 1               |

### Versión de Laura Pausini y Juanes
| Lista (2005)                     | Máxima posición         |
| -------------------------------- | ----------------------- |
| Chile Top 20                     | 1                       |
| Argentina MTV Top 20             | 1                       |
| Alemania Singles Chart           | 1                       |
| Venezuela Radio Airplay Chart    | 1 (x8) (Récord del Año) |
| Ecuador Los 40 Principales       | 1                       |
| Holanda Top 40                   | 4                       |
| México Top 20 (MTV)              | 1                       |
| Colombia Top 20 (MTV)            | 1                       |
| España Los 40 Principales Top 40 | 1 (25)                  |
| España Top 20                    | 1                       |
| Italia Top 20                    | 1                       |
| Grecia Top 20                    | 1                       |

## Recepción
La canción destacó el dúo entre uno de los más importantes del año según la revista estadounidense de música Billboard, debido a que la composición y el ritmo la hizo caracterizar como una de las canciones más importantes del Pop latino en Español. La canción ha sido certificada en Oro en más de 12 países latinoamericanos y en 6 países europeos.